# Nimberg
El Nimberg o Marchhügel es un monte de poca altura en la región de Brisgovia en Baden-Wurtemberg, Alemania.

## Geografía
El Nimberg es un monte de poca altura cubierto de un grueso estrato de loess entre Kaiserstuhl y Selva Negra. Su parte meridional está marcada por los pueblos de March (Hugstetten, Buchheim, Neuershausen y Holzhausen). Sin embargo, en esta parte se lo llama Marchhügel